# Nava Bharat
Nava Bharat ('Nieuw India') is een Hindi-dagblad dat uitkomt in de Indiase deelstaten Maharashtra, Madhya Pradesh en Chhattisgarh. De krant Navabharat werd in 1937 opgericht in Nagpur, door de journalist en vrijheidsstrijder Sri Ramgopal Maheshwari. In 2000 werd de krant opgesplitst in Nava Bharat (Maharasthra), gevestigd in Nagpur, en Nava Bharat (Madhya Pradesh en Chhattisgarh), gevestigd in Bhopal. De krant wordt onder meer gedrukt in Bhopal, Indore, Gwalior, Raipur, Nagpur, Mumbai, Pune en Nashik.